# Noccaea salisii
Noccaea salisii är en korsblommig växtart som först beskrevs av Christian Georg Brügger, och fick sitt nu gällande namn av Friedrich Karl Meyer. Noccaea salisii ingår i släktet backskärvfrön, och familjen korsblommiga växter. Inga underarter finns listade i Catalogue of Life.